# シコクシモツケソウ
シコクシモツケソウ（四国下野草、学名：Filipendula tsuguwoi）は、バラ科シモツケソウ属に属する多年草。
石灰岩の山地にはえる多年草。茎は高さ 35-60  cm になる。根出葉と茎の下方の葉は長柄があり，頂小葉は幅 7.5-13 cm で，掌状に 5-7 中裂，裂片は卵形で鋭尖頭，縁には重鋸歯があり，裏面の脈上に密毛がある。側小葉に数対あるが，最上のものを除いて，きわめて小さい。托葉はゆがんだ卵形で，耳片がある。花序にはあらい毛がある。雌雄異株。花は径 4mm 位で，7月に咲き，花弁は広楕円形で，全縁，短い爪がある。雌花には退化雄蕊がある。心皮は 3-6 個。そう果は柄がなく，半卵形で，背側の基部はふくらみ，無毛で，すこしねじれたようにつく。四国の高山および九州の白岩山（宮崎県）にまれに産する。